# Sagra
Sagra es un municipio español situado en el nordeste de la provincia de Alicante (Comunidad Valenciana), en la comarca de la Marina Alta. Cuenta con una población de 441 habitantes (INE 2024).

## Geografía

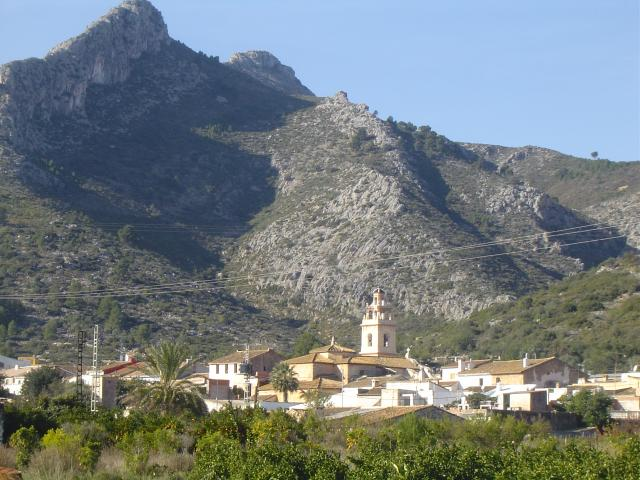
Sagra

Sagra es uno de los 33 pueblos que constituyen la comarca de la Marina Alta, al norte de la provincia de Alicante. Con una superficie de 5,62 km², está emplazado no muy lejos del mar en el sublime y apacible valle de La Rectoría trazado por el río Girona en su lento discurrir hacia el mar del antiguo Marquesado de Denia. 
Donde el azul de su mar y el rojo de su sol, reflejan cada día nuevos matices de variado color en las agrestes laderas de sus montes calizos de Resingles, Cabal “Caval” o Peña de Migdia de (596 m s. n. m.), (que lo separa del término municipal de Pego; al norte, aparece el abrupto sector del port de Sagra (camino de Pego), que incluye la áspera zona de la Penya Roja), el Mortit, la Sierra de Segaria de 508 m. Montes que forman parte del sistema montañoso de la cordillera Bética que arranca en Gibraltar en el golfo de Cádiz, llegando hasta la provincia de Alicante donde desaparece en el Mediterráneo tras el Montgó, de Denia, el Cabo de la Nao de Javea y Peñón de Ifach en Calpe, volviendo a resurgir de nuevo en las Islas Pitiusas del archipiélago Balear tras unas 45 millas náuticas.
Sagra está en un cruce de caminos, en la carretera Pego-Callosa, ya que es la entrada a los pueblos de la Rectoría y a Ondara. 
Limita con los términos municipales de Pego, Ráfol de Almunia y Tormos.

## Historia
Antigua alquería islámica que perteneció a Juan Pérez de Cullera, durante la primera mitad del siglo XIII fue comprada por Eximén Pérez de Tarazona, y confirmada por el Rey en 1249. En 1286 perteneció a Pedro Jiménez de Ayerbe, y en 1299 la obtuvo, por donación Raimundo Vilanova.
En el año 1341 fue adquirido por la Orden de Santiago, que edificó un palacio y estableció la encomienda de Sagra. La locución «lengua catalana» queda documentado por primera vez en la carta de cesión de Sagra a dicha orden, firmada por el notario valenciano Bernat de Soler.

En el arreglo parroquial de 1535, Sagra fue anexionada a Ràfol de Almunia, y en tiempo de San Juan de Ribera, se erigió en parroquia, dándole por anejos el mismo Ráfol de Almunia, Tormos, Benimeli y Sanet y Negrals, contando entonces con 16 casas de cristianos nuevos.
Sagra está íntimamente relacionada con los avatares históricos de sus pueblos vecinos que integran la subcomarca de La Rectoría. Poblaciones que fueron habitadas entre otros por: Iberos, Celtas, Fenicios, Griegos, Cartagineses, Romanos, Godos o Visigodos hasta la ocupación musulmana, evento que supuso un hecho decisivo en nuestra historia, dejando abiertas durante siglos las puertas de España a inmigraciones de los pueblos semíticos del norte de África. 
Estando el lugar de Sagra en posesión de la Orden de Santiago, con la finalidad de cumplir con los mandatos establecidos en la repoblación, en 1610 se repuebla el pueblo según consta en documento o carta puebla signada el 7 de febrero. Esta Carta Puebla sería renegociada de nuevo posteriormente, firmándose una segunda el 7 de enero de 1611 por D. Jerónimo Ferrer, librándose finalmente una tercera el 5 de marzo de 1613 por el rey Felipe IIITal como se detalla en la primera Carta de Repoblación de Sagra, es otorgada el 7 de febrero de 1610 por Pedro de Guzmán y de Rivera, comendador de las poblaciones de Pozorrubio, Sagra y Sanet, procurador general de la Orden de Santiago, corregidor de Madrid y primer caballerizo de la reina Margarita de Austria desde 19 de abril de 1609 y de Isabel de Vivanco y Lara, señora del Mayorazgo de Valtierra–. En la misma se otorga conjuntamente en un mismo pliego los lugares de Sagra y Sanet. Constatando que Sagra es repoblada por: 
“Martín Hernández, Mateo de Raqueno, Gabriel Serrano, Simeón Carrasco y Juan de la Cuesta, todos ellos naturales de la villa de Pozorrubio de la Mancha (Actualmente Cuenca), Julián Izquierdo, natural de la villa del Nevajo del Priorato de Vélez; Miguel González, Jaime Navarro naturales de Valencia; Francisco de Molina, Juan de Molina, Juan Lorenzo mayor (Padre) y Juan Lorenzo menor (Hijo), naturales del Lorca del Reyno de Granada; Gaspar García y Jaime Castellón, de Muchamiel (Alicante)” 
La segunda Carta de repoblación de Sagra se otorgada el 7 de enero de 1611 por D. Jerónimo Ferrer, –Señor de Quartell y Comendador de Orcheta, con poderes de la Orden de Santiago, teniendo comiso y en virtud de una Real Comisión dispensada por el Real Consejo de las órdenes marcadas por D. Pedro Guzmán, procurador general de dicha Orden de Santiago, comendador de Sagra y Sanet–, en ella se modifica, amplía y se ratifica la primera carta puebla de Sagra y Sanet otorgada el 7 de febrero de 1610 por D. Pedro de Guzmán y de Rivera.
Finalmente, el rey Felipe III aprueba y confirma por Real Provisión el 5 de marzo de 1613 las dos cartas pueblas de Sagra y Sanet emitidas el 7 de febrero de 1610 y el 7 de enero de 1611, por Pedro de Guzmán y Jerónimo Ferrer respectivamente. Los tres documentos en forma de cartas de repoblación fueron registrados el 23 de junio de 1620.

## Geografía humana

### Demografía
Cuenta con una población de 441 habitantes (INE 2024).
| Gráfica de evolución demográfica de Sagra entre 1842 y 2021                                                           |
| |
| Población de derecho según los censos de población del INE. Población de hecho según los censos de población del INE. |

| Nacionalidad | Hombres | Mujeres | Total | %     | Proporción |
| ------------ | ------- | ------- | ----- | ----- | ---------- |
| Española     | 135     | 144     | 279   | 64.1% |            |
| Extranjera   | 73      | 83      | 156   | 35.8% |            |

## Política
| Periodo   | Nombre                                               | Partido           |
| --------- | ---------------------------------------------------- | ----------------- |
| 1979-1983 | Vicente Insa Ferrando                                | UCD               |
| 1983-1987 | Joan Bautista Estela Ferragut                        | PSPV-PSOE         |
| 1987-1991 | José Femenia Catalá                                  | PSPV-PSOE         |
| 1991-1995 | José Femenia Catalá                                  | PSPV-PSOE         |
| 1995-1999 | José Femenia Catalá                                  | PSPV-PSOE         |
| 1999-2003 | Josep Vicent Más Estela                              | PSPV-PSOE         |
| 2003-2007 | Josep Vicent Más Estela                              | PSPV-PSOE         |
| 2007-2011 | Vicente Portes Sala                                  | PP                |
| 2011-2015 | Vicente Portes Sala                                  | PP                |
| 2015-2019 | Juan Antonio Carrió Escrivà Fco. Javier Gasquet Simó | XSAGRA PP         |
| 2019-2023 | María Teresa Roselló Puig                            | Gent per al canvi |

### Evolución de la deuda viva
El concepto de deuda viva contempla solo las deudas con cajas y bancos relativas a créditos financieros, valores de renta fija y préstamos o créditos transferidos a terceros, excluyéndose, por tanto, la deuda comercial.
Entre los años 2008 a 2014 este ayuntamiento no ha tenido deuda viva.

## Fiestas
- Fiestas de San Antonio Abad. Se celebran durante el fin de semana siguiente al 17 de enero, en una calle distinta cada año, con hoguera, verbena, comida popular y bendición de los animales.
- Fiestas Patronales. Se celebran en honor de San Sebastián, titular de la parroquia de Sagra, los Santos Abdón y Senén, santos patronos de la villa, la Purísima y el Santísimo Cristo del Consuelo durante la segunda semana del mes de agosto, destacan las cenas populares, presentación de festeros, correfocs, verbenas, procesiones y concurso de paellas.
- Fiestas de San Dominguito de Val. Se celebran durante el último fin de semana de agosto, en honor del santo patrón de los niños de Sagra, con pregón, carro de la murta, misa, ofrenda, comida popular y animaciones para los más pequeños.

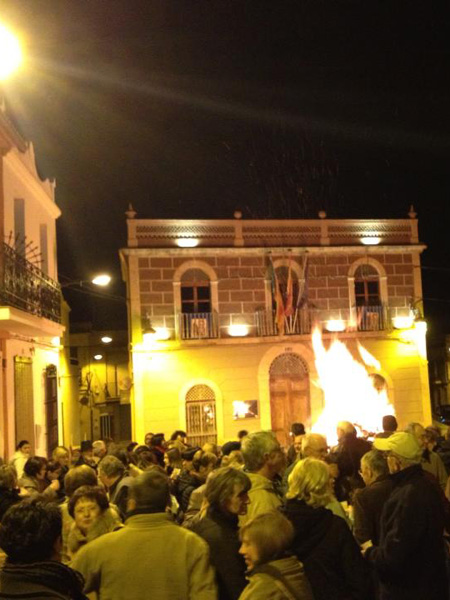
San Antonio Abad
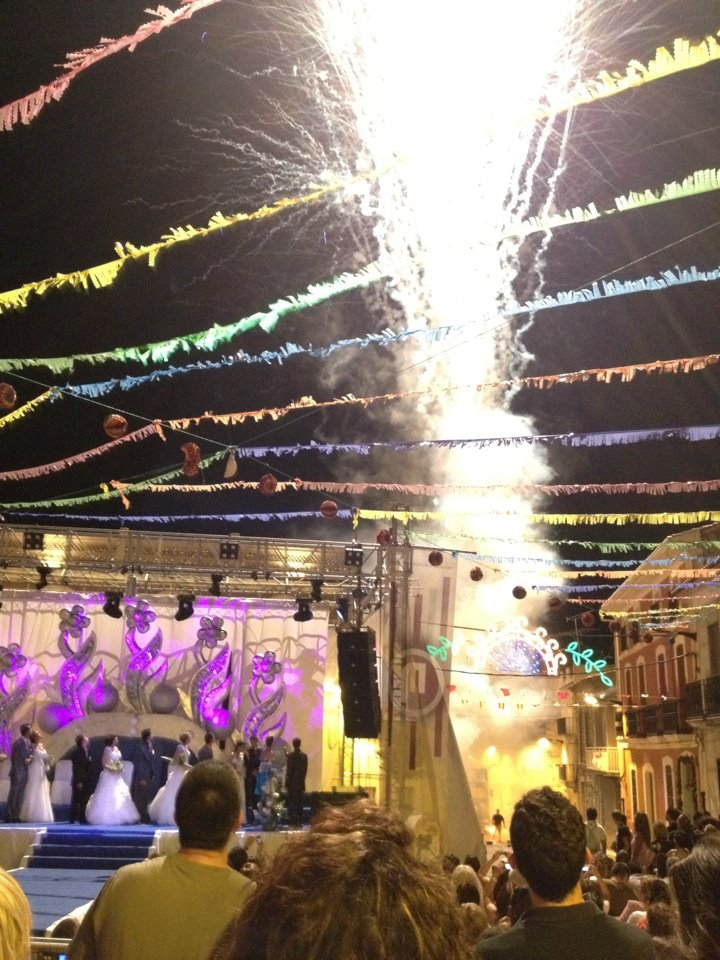
Fiestas Patronales
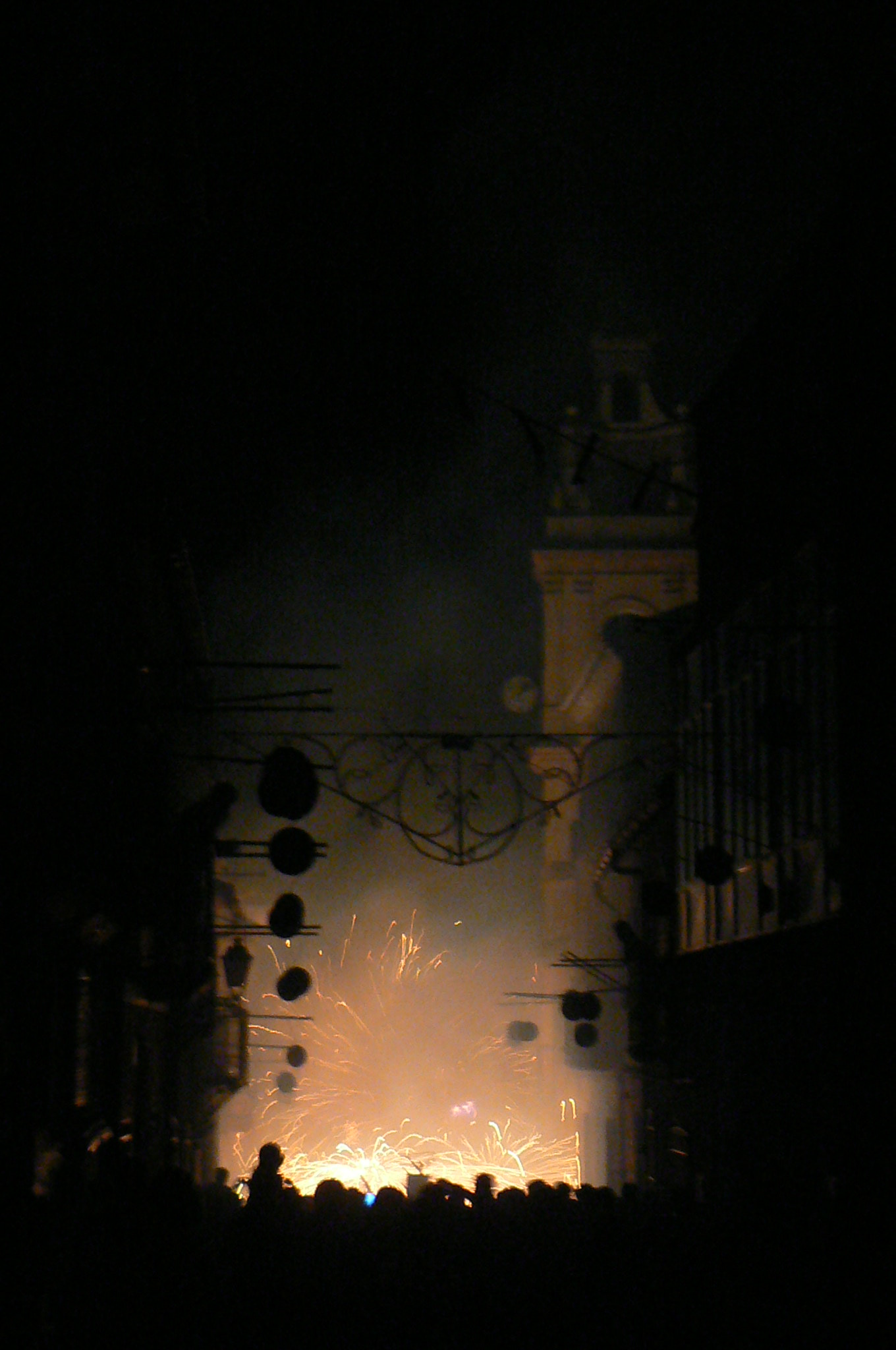
Fiestas Patronales
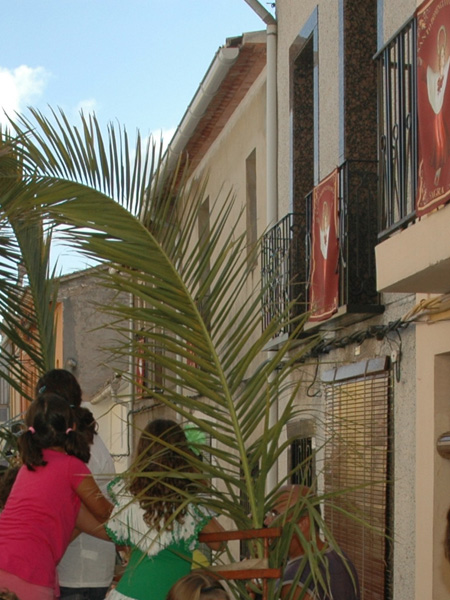
San Dominguito

## Monumentos y lugares de interés
- Iglesia parroquial de San Sebastián Mártir.Construida en el siglo XVI, por orden del arzobispo Juan de Ribera que mandó derribar la mezquita y dedicar la nueva iglesia a San Sebastián. En esta época solo estaban construidos el presbiterio, el crucero y el siguiente tramo (S. Francisco y Virgen de los Dolores). Las reformas más importantes son de 1850 y principios del siglo XX, coincidiendo con la erección como vicaría en 1852 y la creación de la parroquia en 1902. La iglesia es de planta rectangular con nave central y capillas entre contrafuertes. En los laterales del presbiterio se sitúan la capilla de la comunión y la sacristía, sobre la cual se ubica el coro. En el fondo de este encontramos el pasillo y la puerta, actualmente tapiada, de acceso al sitio que se nombraba "la sepultura".
- ALTAR MAYOR: Obra del maestro Francesc Oltra, del año 1846,posteriormente fue ampliada con dos cuerpos laterales en 1902 formando un conjunto con numerosas imágenes de santos, un total de diez entre tallas y lienzos, entre los que se incluyen la del titular, Sant Sebastián, y los santos patronos, Abdón y Senen.
- CAPILLA DEL SANTÍSIMO CRISTO DEL CONSUELO: situada en uno de los brazos del crucero, la altura de este sitio privilegiado le permite ser el mayor junto con el Altar Mayor. La preside la imagen labrada por los escultores Rausell y Llorens encima de las andas con que procesiona el segundo domingo de agosto. Este altar fue construido en 1853 y reformado a principios de siglo.
- CAPILLA DE LA COMUNIÓN: Decorada con ocasión de la creación de la parroquia ha sido restaurada en el año 2001 con motivo de la beatificación del que fuera cura párroco de Sagra, Fernando García Sendra, cuya reliquia se encuentra en esta capilla.
- CAMPANARIO: construido desde 1810 hasta 1858 por el maestro Francesc Oltra sufrió una fuerte reforma en 1997 al cambiarse el remate original por uno moderno a imitación de los tradicionales barrocos valencianos. Se erige como símbolo de la villa junto al característico reloj, único de este tipo en campanarios por la disposición perpendicular a la fachada, que permite la visión tanto desde la calle mayor como desde la plaza del País Valencià.

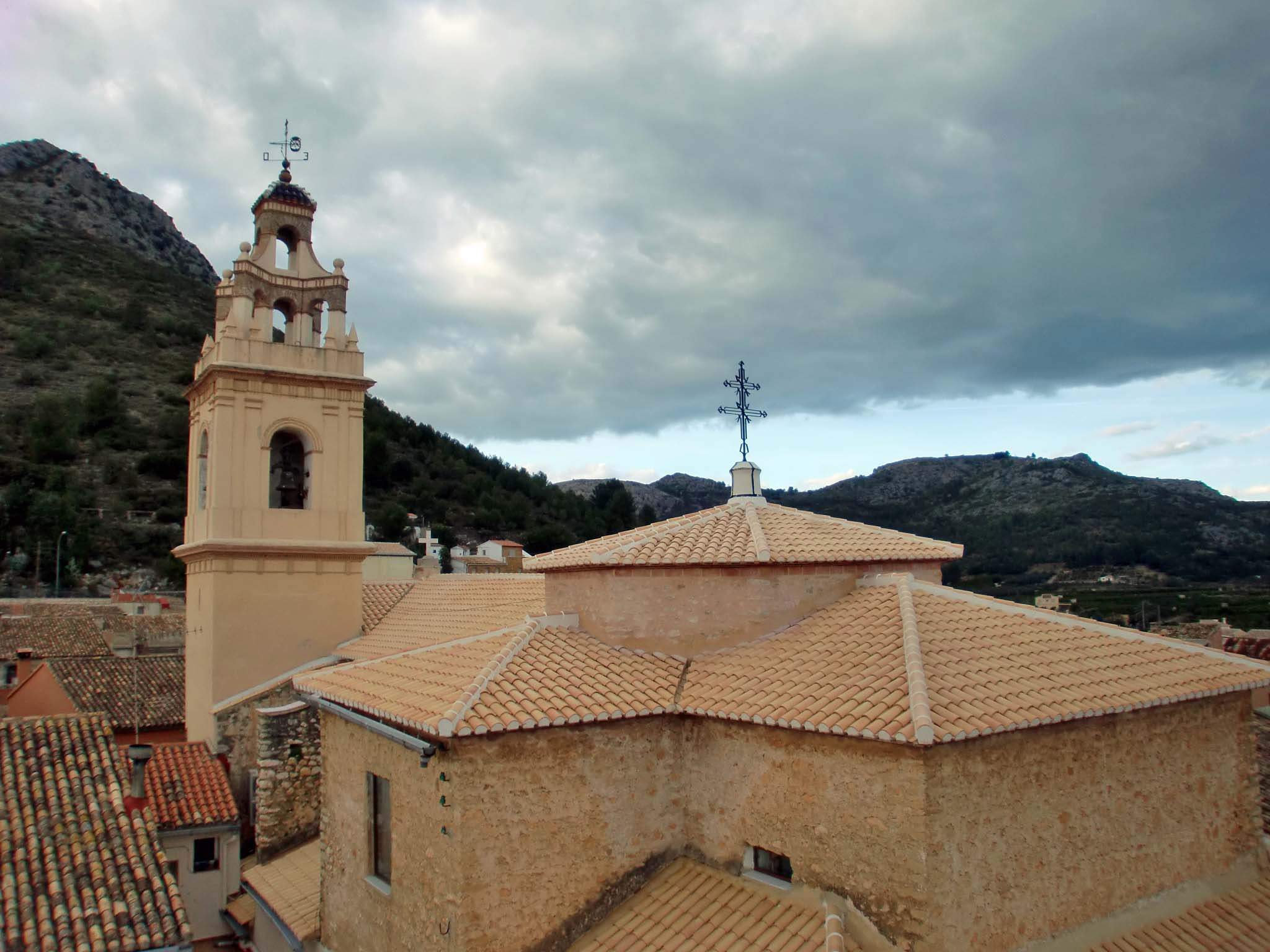
Iglesia de S. Sebastián mártir
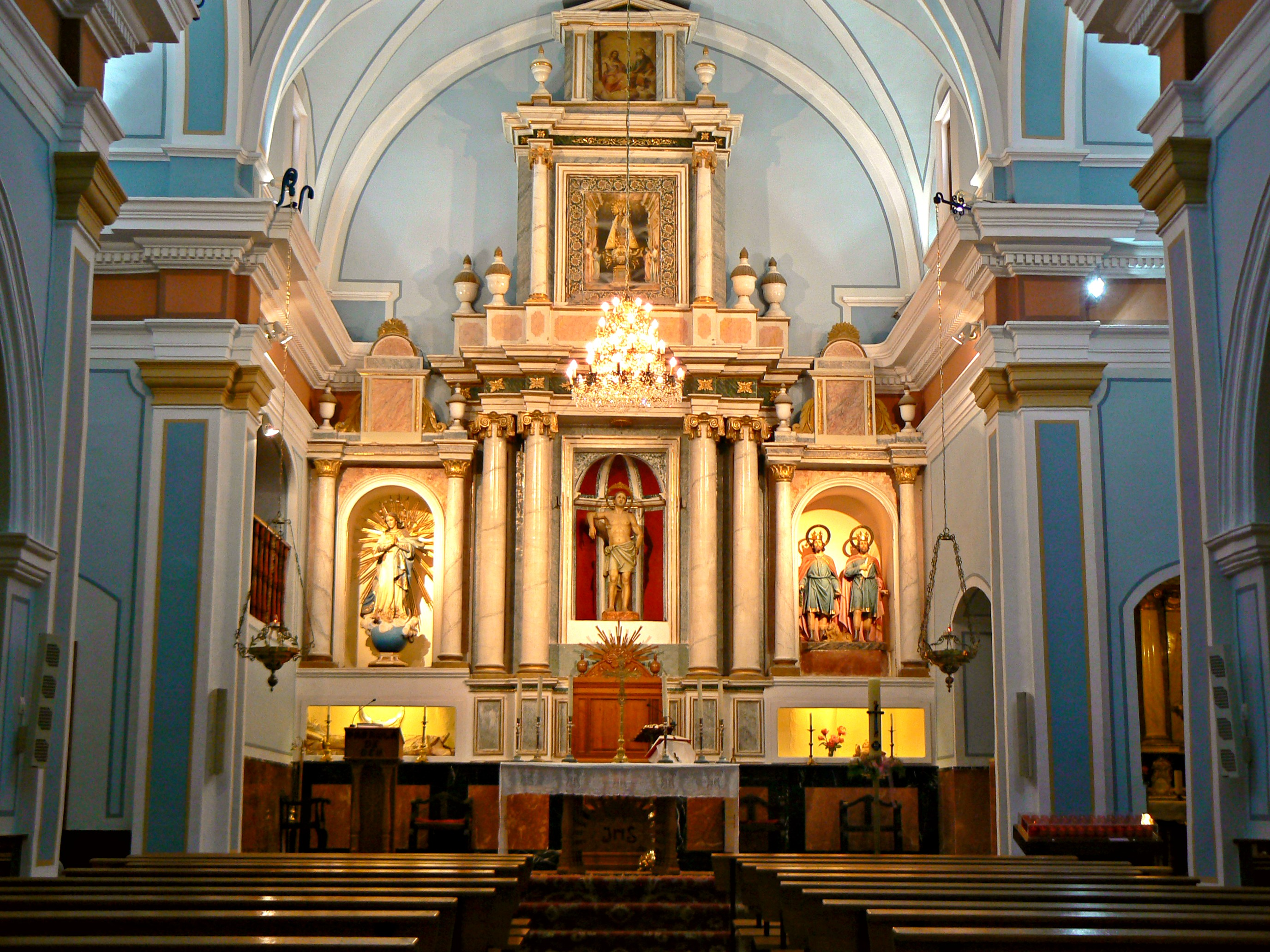
Altar Mayor
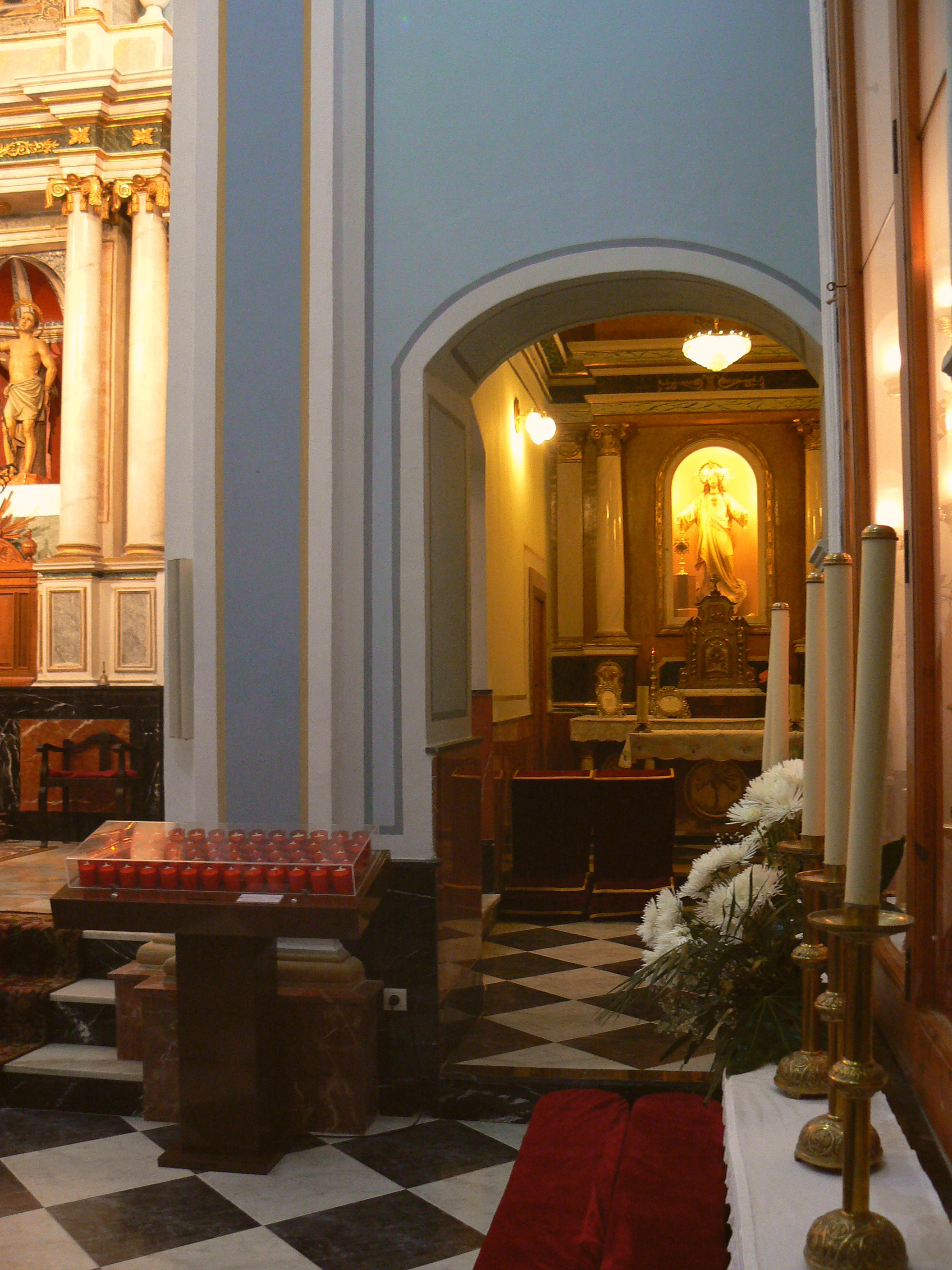
Capilla de la comunión
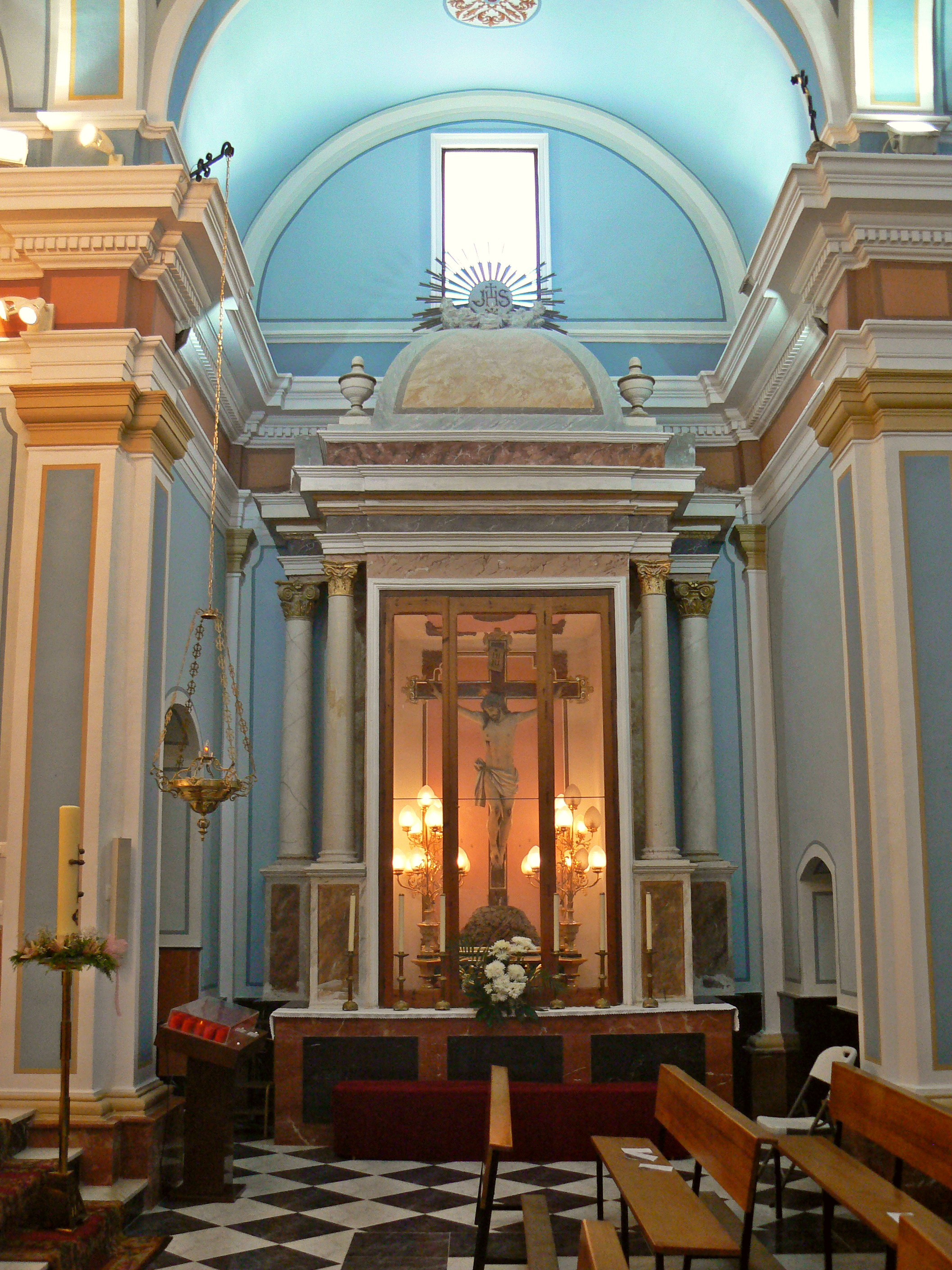
Capilla del S. Cristo del Consuelo
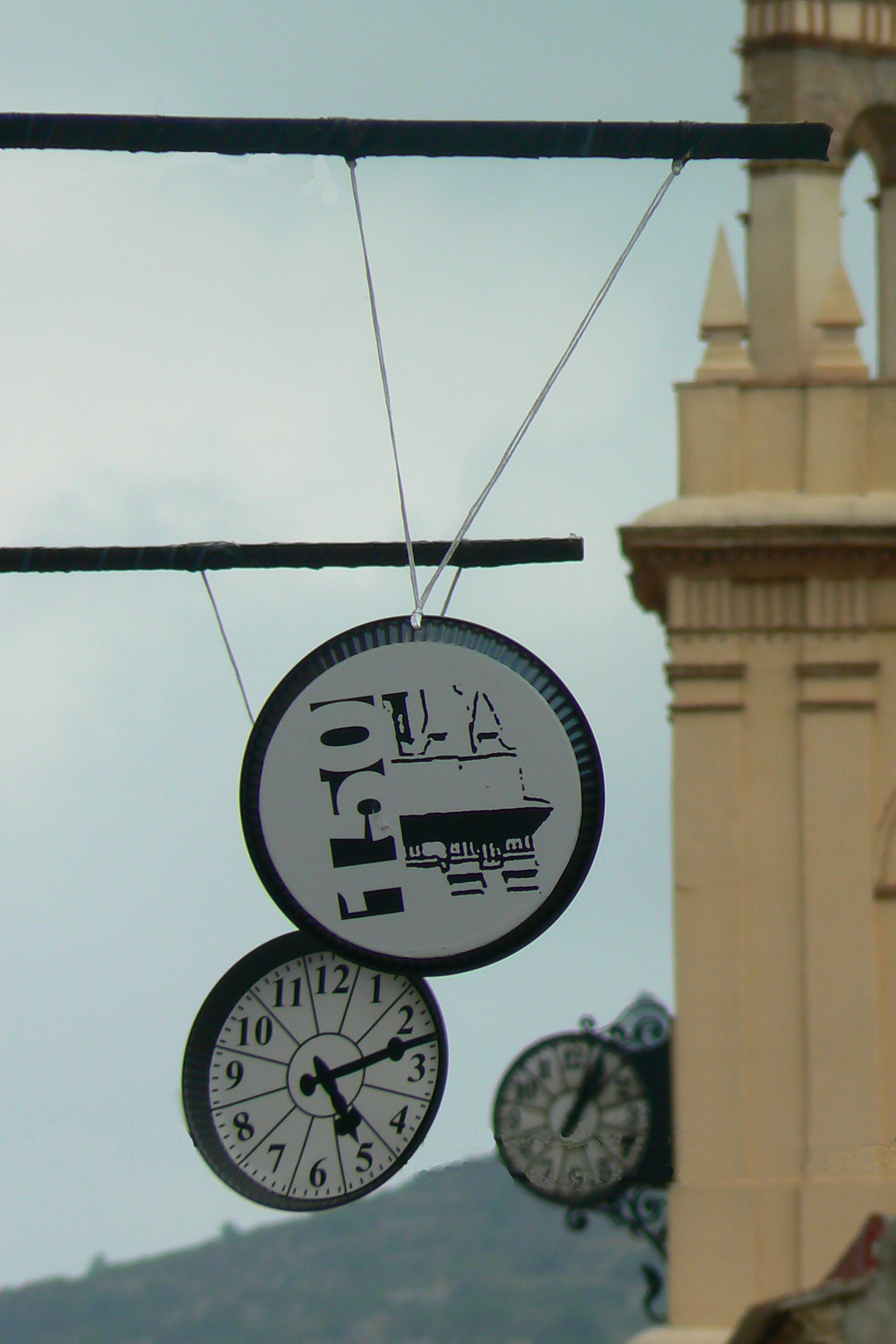
150 aniversario campanario

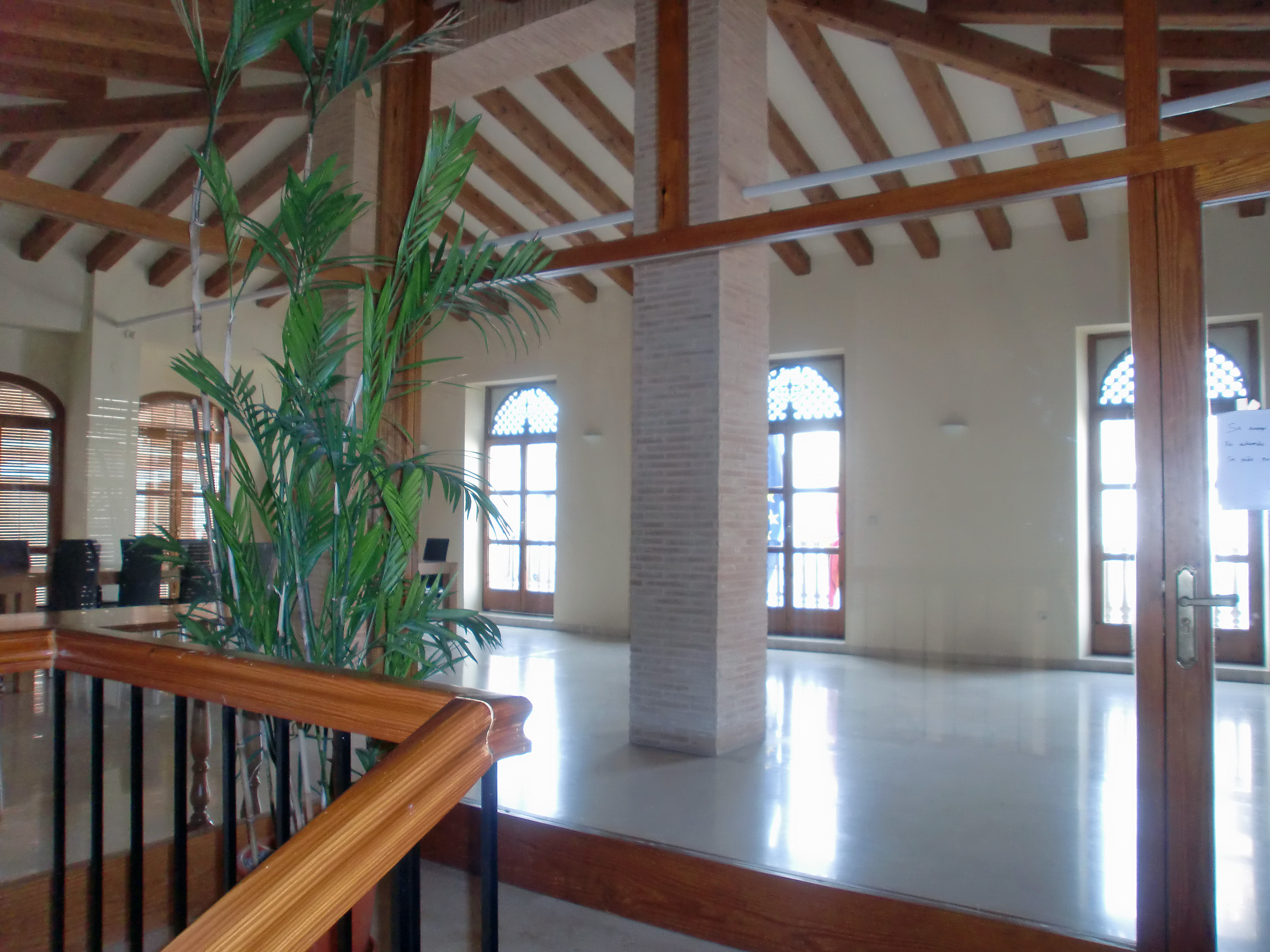
Sala de Plenos

- Ayuntamiento. Situado en la Plaza principal de la villa, fue inaugurado en 1993 por el presidente de la Generalitat En Joan Lerma. El nuevo edificio es fruto de la remodelación llevada a cabo por el arquitecto Eduardo Beltrán Ruiz de la antigua casa de Pompilio Alcaraz ingeniero sagrero, que residía en Madrid. Fue compañero en el servicio militar de Alejandro Lerroux, presidente del gobierno durante la II República, que estuvo largas temporadas retirado de la vida pública en esta casa. La reforma para habilitar la casa en edificio consistorial consiguió conjugar el antiguo edificio con el nuevo uso mediante soluciones, donde se consigue percibir la totalidad del edificio a través de los grandes paneles de vidrio que distribuyen las diferentes dependencias. La gran cantidad de aperturas en las fachadas hacen que el edificio tenga gran relación con el entorno, dando especial vida a los calles más estrechas como la calle de abajo y el dedicado a Joan Fuster. Aparte de los usos propios del Ayuntamiento, también se encuentran en el edificio el aula de lectura, la de informática y el Centro Social.

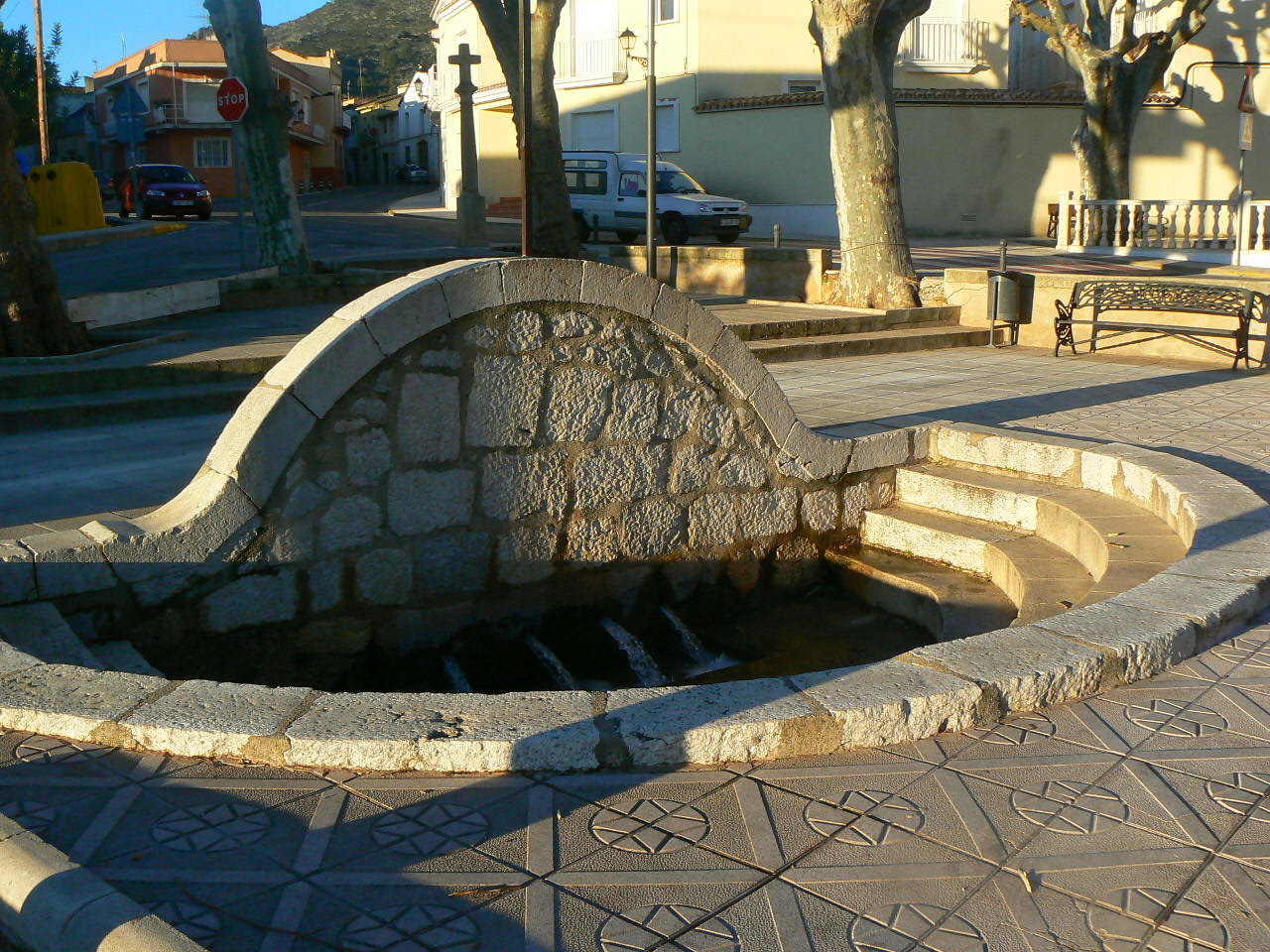
Pl. de les Fonts

- Plaça de Les Fonts Principal lugar de recreo de la villa es el punto de encuentro de las principales corrientes subterráneas de agua de Sagra que confluye en la "Fuente de los Cuatro Chorros" y pasa por el lavadero para continuar el camino regando las huertas de Sagra, situadas en la zona baja del pueblo. Este lugar se conformó cerca la plantación de plataneros en torno a la fuente que hizo el rector de la parroquia, Juan Seguí al principio del siglo XX. Aquí se celebra el día de las Paellas en las Fiestas Patronales desde 1985. El actual aspecto es fruto de la remodelación llevada a cabo en 1992 por el mismo arquitecto autor del proyecto del nuevo Ayuntamiento.

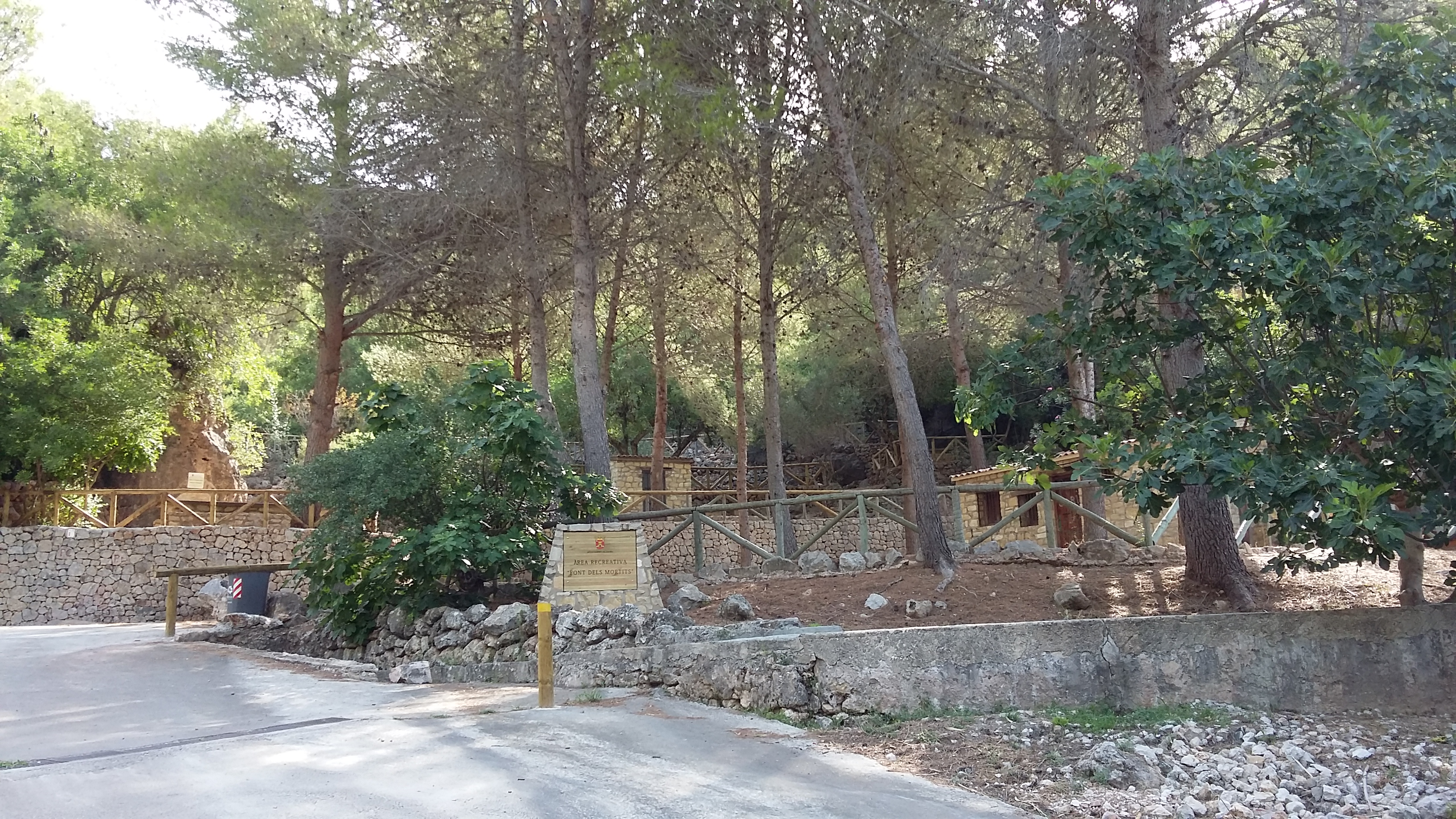
Fonts del Mortit

- Fonts del Mortit Área recreativa, situada alrededor de un barranco, donde se puede disfrutar de un día de tranquilidad en un entorno privilegiado. La Fuente de Abajo es la primera, ascendiendo el Monte dels Mortits, de las dos que nos podremos encontrar en un agradable paseo entre un frondoso paisaje mediterráneo. Se sitúa a tan solo 1,5 km del núcleo urbano de Sagra, representa lo más atractivo de un paisaje natural agreste, encajonado dentro de las montañas y picos calcáreos. La fertilidad de los terrenos junto a las abundantes lluvias que se registras en aquesta parte de la provincia, dan lugar a una rica y variada gama de tonalidades, dominada por los verdes intensos. Las instalaciones son muy completas. Barbacoas de piedra, mesas con bancos, abancalamientos acondicionados con barandillas rústicas de madera, y sobre todo la FUENTE DEL MORTIT.

## Hermanamiento
- Kilbrittain, Irlanda